# Fuhlensee und Umgebung
Koordinaten: 54° 5′ 49″ N, 10° 13′ 47″ O

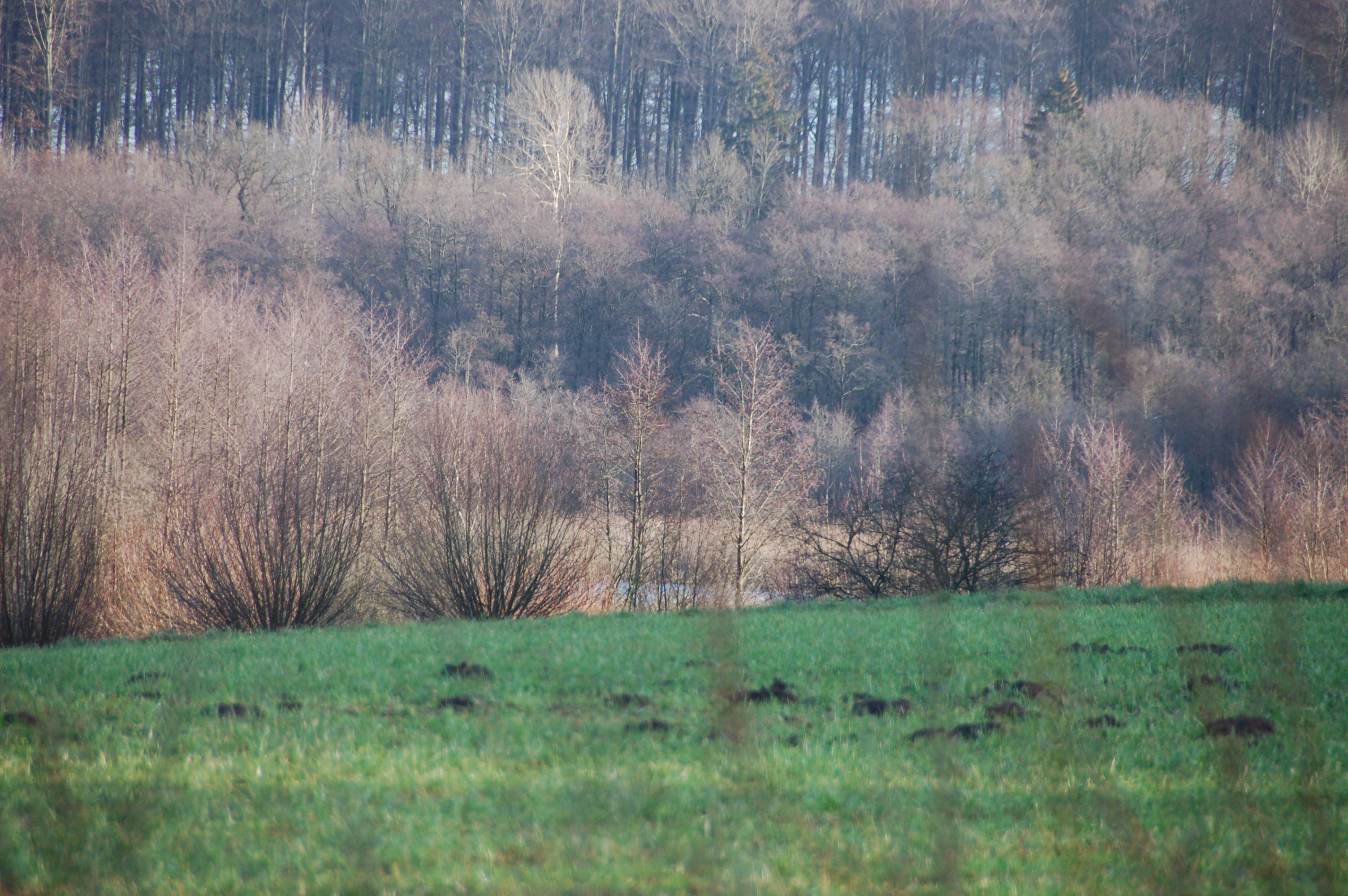
Naturschutzgebiet „Fuhlensee und Umgebung“

Der Fuhlensee und Umgebung ist ein Naturschutzgebiet in der schleswig-holsteinischen Gemeinde Ruhwinkel im Kreis Plön. Das rund 43 Hektar große Naturschutzgebiet ist mit der Nummer 117 in das Verzeichnis der Naturschutzgebiete des Ministeriums für Landwirtschaft, Umwelt und ländliche Räume eingetragen. Es wurde Ende 1983 ausgewiesen (Datum der Verordnung: 15. Dezember 1983). Zuständige untere Naturschutzbehörde ist der Kreis Plön.
Das Naturschutzgebiet liegt zwischen Neumünster und Plön in einer Senke in der Holsteinischen Schweiz in einem während der Weichsel-Kaltzeit entstandenen System von Tunneltälern. Es stellt im Kern den Fuhlensee sowie die ihn umgebenden Bereiche unter Schutz. Der Fuhlensee ist Teil der Bornhöveder Seenkette im Wankendorfer Seengebiet. Er ist ein verlandender, flacher See mit Schwimmblattgesellschaften, der von einer breiten Verlandungszone mit Röhrichten umgeben ist. Daran grenzen Erlenbruchwälder. Die Umgebung des Sees wird überwiegend von bewaldeten Flächen geprägt. In den Randbereichen sind auch Grünlandflächen in das Naturschutzgebiet einbezogen.
Durch das Naturschutzgebiet verlaufen mehrere Wasserläufe, so auch der Abfluss des Bornhöveder Sees zum Schierensee. Mit diesem ist der Fuhlensee über einen Abfluss verbunden. Das Naturschutzgebiet wird vom Naturschutzverein Ruhwinkel betreut.